# NGC 2054
NGC 2054 je četverostruka zvijezda u zviježđu Orionu. 

## Vanjske poveznice
- SEDS: NGC 2054